# 1720 en droit
Cet article présente les faits marquants de l'année 1720 en droit.

## Événements
- 1er février : Second traité de Stockholm entre le royaume de Suède et le royaume de Prusse, dans le cadre de la grande guerre du Nord : la Suède cède à la Prusse une partie de la Poméranie suédoise, l'Ouest du Peenestrom, les îles d'Usedom et de Wolin, ainsi que les villes de Stettin, Damm et Goleniów.
- 20 février : Paix de La Haye, mettant fin à la guerre de la Quadruple-Alliance (Grande-Bretagne, France, Autriche et Provinces-Unies contre l'Espagne). L'Espagne perd tous ses territoires en Italie et en Hollande ; la Sicile est donnée à l'Autriche, la Sardaigne à Victor-Amédée II de Savoie.
- 3 juillet : Traité de Frederiksborg, traité de paix entre le royaume de Suède et le royaume du Danemark et de Norvège, qui met fin à la grande guerre du Nord.
- décembre : François Ignace Dunod de Charnage devient professeur de droit à l'université de Besançon.
- Création, en Grande-Bretagne, de la Royal Exchange et de The London, deux des plus anciennes sociétés d'assurances après la société Sun Fire créée en 1710.
- Promulgation de la Constitution de la nation iroquoise.

## Naissances
- 14 décembre : Justus Möser, juriste, historien et théoricien social allemand, procureur général de la cour criminelle d’Osnabrück et conseiller privé de justice du prince-évêque d’Osnabrück († 8 janvier 1794.)
- 29 décembre : Johann Heinrich von Carmer, ministre de la justice prussien et réformateur de la justice († 23 mai 1801.)